# Kanakaster
Genre
Les Kanakaster sont un genre d'étoiles de mer de la famille des Goniasteridae.
Ce genre a été décrit en 2017 par Christopher L. Mah (d) ; les espèces qui le composent se trouvent essentiellement dans la région néo-calédonienne. 

## Liste des espèces
Selon World Register of Marine Species (8 juillet 2017) :
- Kanakaster balutensis Mah, 2017
- Kanakaster convexus Mah, 2017
- Kanakaster discus Mah, 2017
- Kanakaster larae Mah, 2017
- Kanakaster plinthinos Mah, 2017
- Kanakaster solidus Mah, 2017

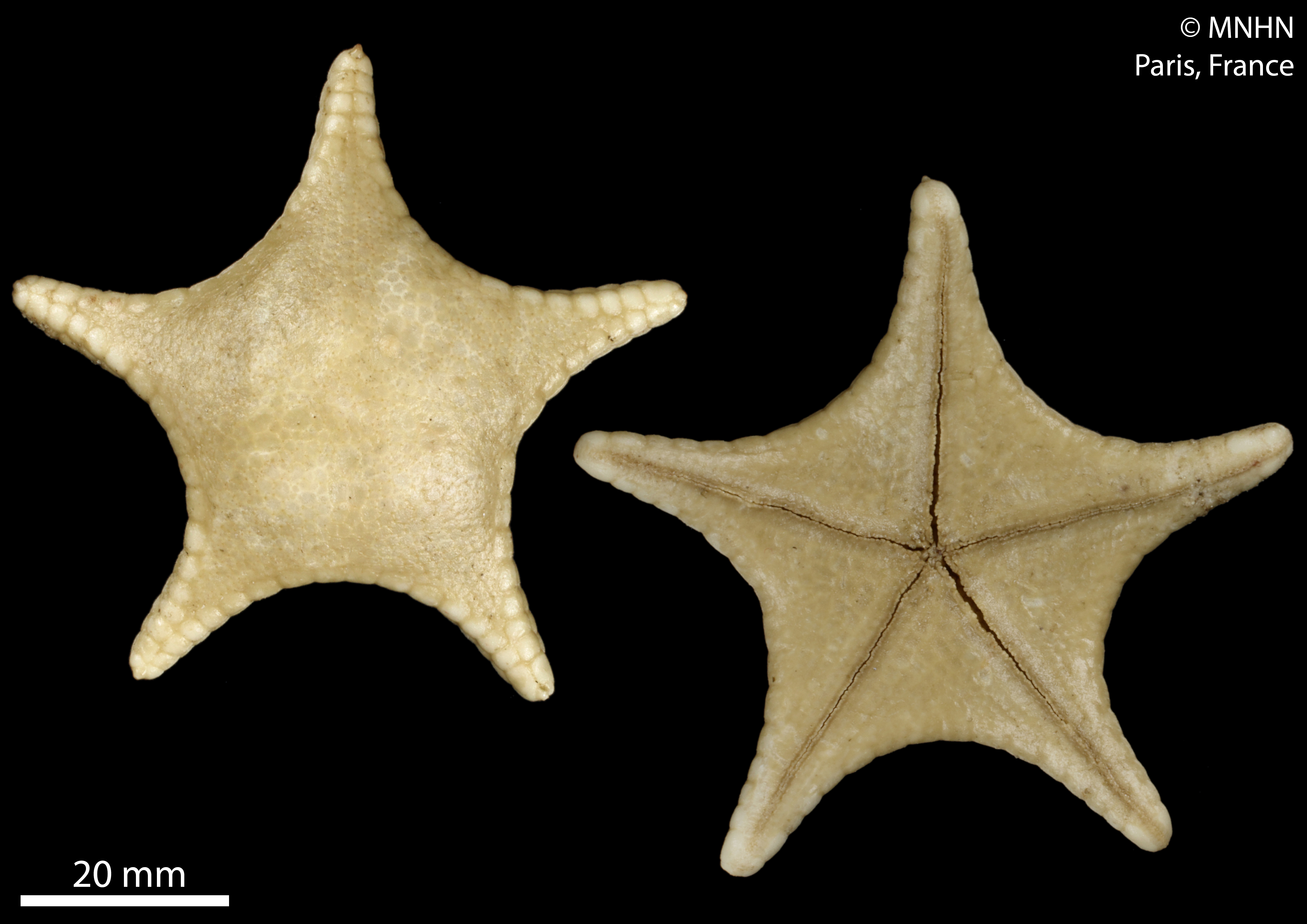
Kanakaster convexus.
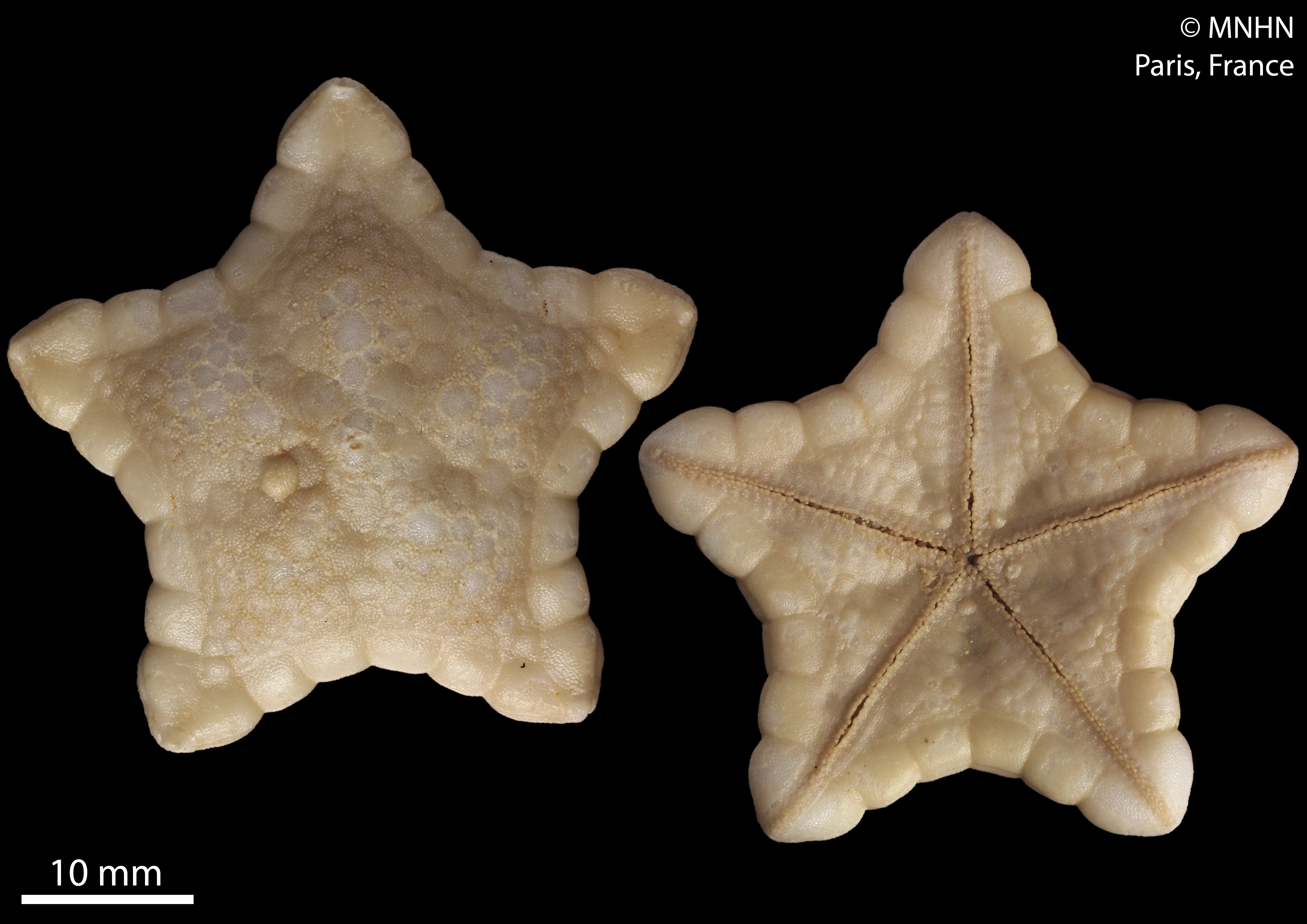
Kanakaster discus.
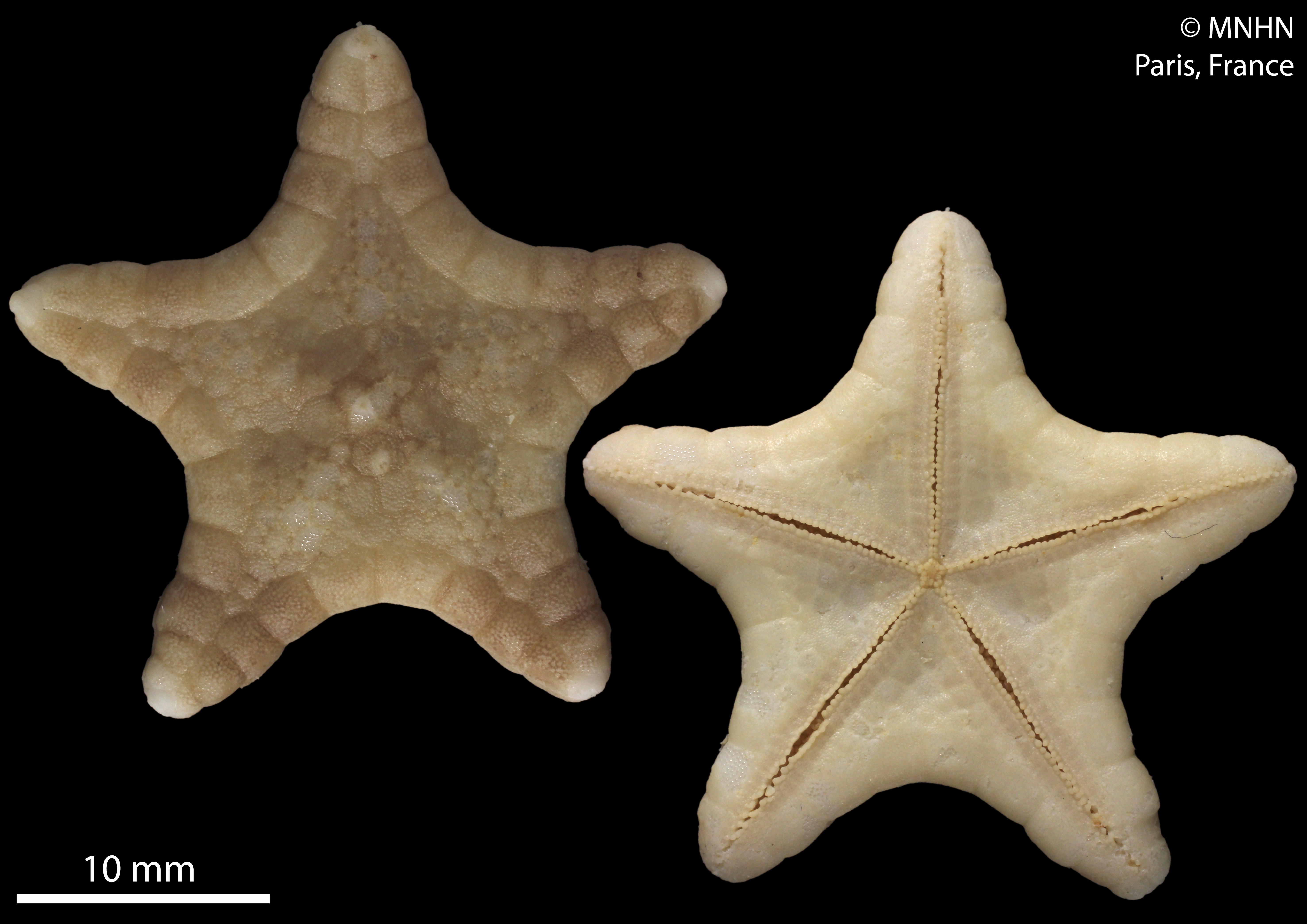
Kanakaster plinthinos.
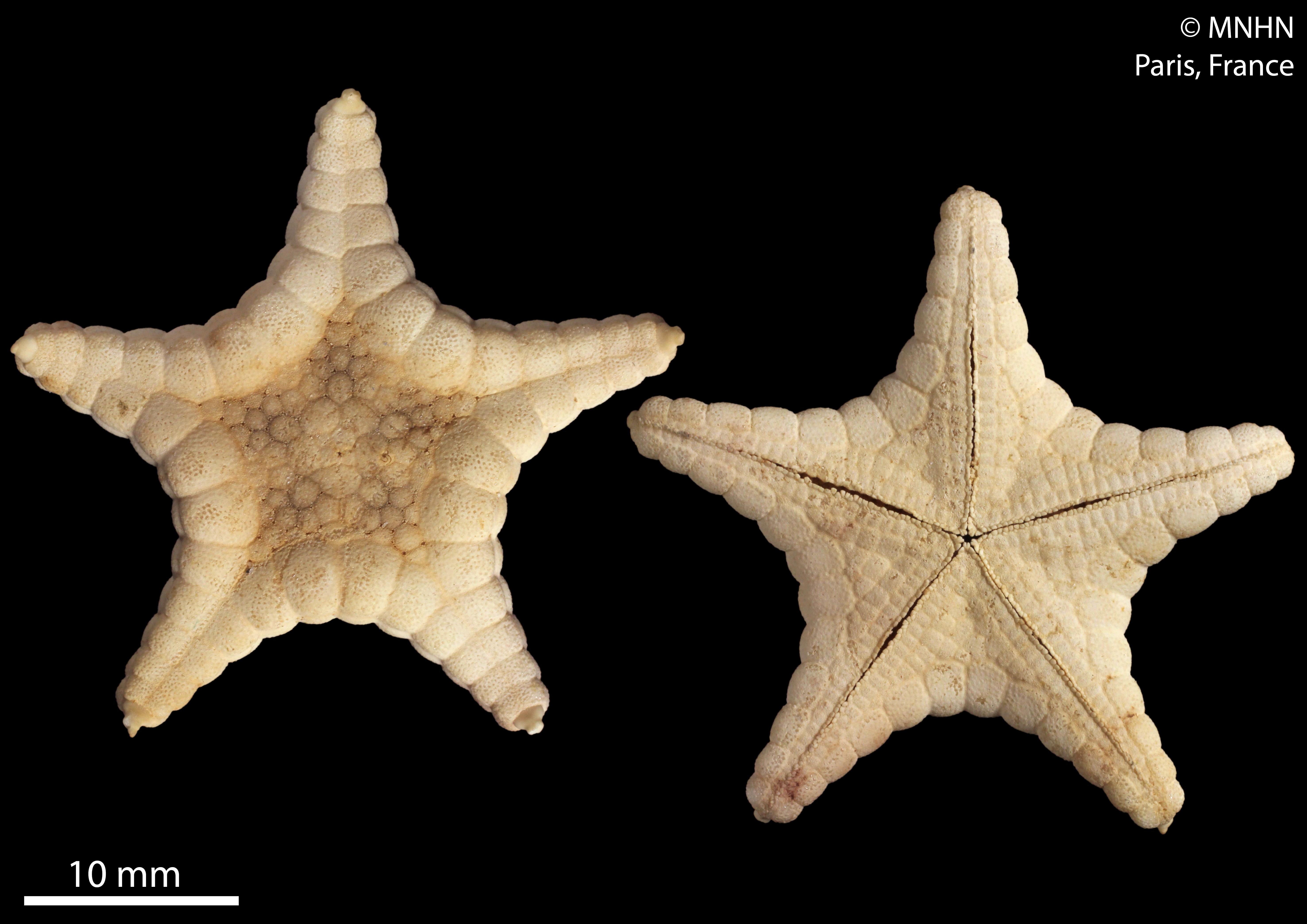
Kanakaster solidus.

## Publication originale
- (en) Christopher Mah, « Overview of the Ferdina-like Goniasteridae (Echinodermata: Asteroidea) including a new subfamily, three new genera and fourteen new species », Zootaxa, vol. 4271,‎ 2017 (lire en ligne).